# جينيفر جيلز
جينيفر جيلز هي ممثلة كندية، ولدت في 26 أبريل 1996 في كوكويتلام في كندا.